# Besztercebánya és Vidéke
A Besztercebánya és Vidéke (Beszterczebánya és Vidéke) egy regionális közéleti hetilap volt a Magyar Királyságban, amely 1888-tól jelent meg. Hivatalosan Zólyom vármegye s a "MKEZO" hivatalos közlönye volt. Kiadó szerkesztője Ferenczy Ödön volt, aki a magyarosodás érdekeit is szolgálta, társalapítója pedig Jurkovich Emil volt.
Írásai jelentek meg a lapban többek között Bodnár Istvánnak, Mikler Sámuelnek, Podhradszky Györgynek, Zivuska Jenőnek.